# Békabuzogány
A békabuzogány (Sparganium) a perjevirágúak (Poales) rendjébe tartozó gyékényfélék (Typhaceae) egy nemzetsége. Korábban gyakran gyékényfélék (Sparganiaceae) néven család szinten tárgyalták, amit a csavarpálma-virágúakkal (Pandanales) hozták őket rokonságba (pl. a Hortobágyi-rendszerben a torzsvirágzatúak alosztályának, a csavarpálmák rendjének két családja). Az APG III-rendszerben a család önállóan már nem szerepel, csak a gyékényfélék részeként.
A békabuzogányok közös morfológiai sajátosságait itt összefoglaljuk.

## Morfológiai sajátosságaik
A békabuzogányok évelő növények, kicsiny vagy közepes testméretűek, lágyszárúak.
Erőteljes földalatti rizómájuk van, ezekből vékonyabb-vastagabb indák indulnak.
Leveleik keskenyek, lándzsásak. Ha a növény hínárszerű, a vízben imbolyognak, ha vízparti, akkor két sorba rendeződnek, levélhüvelyt alkotva, melynek belső alapi részénél váladéktermelő mirigyek találhatók. A levélfonákon középér húzódik végig.
Kémiai anyagaik a rafidkristályok, miriofillum-sejtek, mely egyértelmű kemotaxonómiai kapcsolat a gyékényekkel.
Apró jelentéktelen virágaik gömb alakú részvirágzatokba tömörülnek, melyek a hajtásrendszer felső részén virágzatot alkotnak. A felül lévő részvirágzatok mind porzósak, az alul levők pedig csak kizárólagosan termősek. Természetesen szélbeporzásúak. 
Mind a termős, mind a porzós virágoknak 3-6 tagú lepellevélből álló takarórendszere van.
A porzós virágokban 3-6 db. porzólevél fejlődik, de ezek takarólevelei jelentéktelenebbek.
A termőlevélben csak 1 magkezdemény ül, a termő maga két makrosporofillum összenövéséből keletkezett. A kihalt alakoknál akár 5 elkülönült makrosporofillum is lehet. A bibeszál végén 1-2 ágú bibe található.
Termésük buzogányszerű (innen a név: békabuzogány). A termés csonthéjas, külső burka húsos, míg a belső termésfal csontos szövetű, kemény.

## Földtörténeti múltjuk és fajaik
A békabuzogányfélék a kréta, de főleg a harmadkor óta ismeretesek, ma egyetlen nemmel élnek, melynek kb. 20 faja van. Elsősorban az északi félteke mérsékelt övi mocsaraiban élnek, náddal, gyékénnyel, hídőrfélékkel társulásban (déli féltekén ritkábbak, például élnek Malajziában, Ausztráliában, Új-Zélandon). A családnak alámerült hínárnövényei is vannak. Magyarországon 3 fajuk él.

## Fajlista
| - Sparganium americanum - Sparganium androcladum - Sparganium angustifolium - Sparganium antipodum - Sparganium emersum - Sparganium erectum | - Sparganium eurycarpum - Sparganium fallax - Sparganium fluctuans - Sparganium glomeratum - Sparganium gramineum - Sparganium hyperboreum | - Sparganium minimum - Sparganium natans - Sparganium ramosum - Sparganium stenophyllum - Sparganium stoloniferum - Sparganium subglobosum |